# سدم فلسطيني
السُدم الفلسطيني (باللاتينية: Sedum palaestinum) نوع نباتي يتبع جنس السدم من الفصيلة المخلدية.

## الموئل والانتشار
موطنه بلاد الشام.